# Ярмарка вин Эльзаса
Ярмарка вин Эльзаса (фр. Foire aux vins d'Alsace) — традиционное ежегодное мероприятие, которое проводится в городе Кольмаре с 1948 года. На ярмарке выставляются эльзасские вина. В 2019 году должна состояться 72 по счету ежегодная ярмарка в Кольмаре. Ярмарка проводится в конце июля — первой половине августа.

## История
Ярмарка вин Эльзаса организовывается в Кольмаре ежегодно, начиная с 1948 года. Мероприятие проходит совместно с музыкальным фестивалем.
До 1967 года мероприятие носило название Региональной винной ярмаркой Эльзаса. Местом проведения был Кольмар. Инициатива проведения ярмарки исходила от Торгово-промышленной палаты и руководства города. Мероприятие изначально возникло с целью возрождения виноделия в Эльзасе после Второй мировой войны.
В 1968 году, в связи с увеличившимся интересом к ярмарке, мероприятие стало проводиться в специальном новом парке для выставок. В 2011 году ярмарка в Кольмаре стала третьей по величине ярмаркой во Франции.
В Кольмаре много виноделов, это занятие распространено из-за сухого климата, который способствует выращиванию винограда и созданию вина. Виноделы демонстрируют свои достижения за целый год на ярмарке, которая считается культурным городским событием. У ярмарки вин есть своя королева, которой может стать каждая француженка в возрасте от 18 до 25 лет, которая занимается виноделием. Во время винной ярмарки происходит коронация винной королевы, а также её принцесс.
В 2006 году ярмарка длилась с 11 по 20 августа.
В 2012 году ярмарка проводилась с 3 по 15 августа. Приглашенными музыкантами были Джонни Холлидей, Бернар Лавилье, группа «Индокитай».
В 2017 году ярмарка проводилась 70 раз, количество посетителей мероприятия превысило 300 000.
В 2018 году 71 винная ярмарка проходила с 27 июля по 5 августа. На ней были представлены вина Эльзаса. Выставка вин сопровождалась музыкальными концертами и выступлениями группы Scorpions, Карлоса Сантаны, Мартина Сольвейга, группы Kungs, Rag’n’Bone Man и Scorpions. На мероприятии анонсировалось представление 1500 эльзасских вин и участие как минимум 350 эльзасских виноградарей. Ежедневно на ярмарке организовываются дегустации, во время которых можно послушать комментария представителей Ассоциации Эльзаса и профессиональных виноделов. Проводятся конференции и круглые столы.
На одной из ярмарок, виноделы из региона Гебвиллер представляли эксклюзивные вина 2012 года для бесплатной дегустации. Для бесплатной дегустации было предоставлено 300 вин, на неё можно было приходить с 10:00 до 18:00. На дегустациях много внимания уделяется таким сортам белого вина, как мускат, рислинг, сильванер, гевюрцтраминер.
Во время проведения ярмарки вин работают кабаре, проводятся театральные представления, разные танцевальные и кулинарные шоу.
В 2019 году винная ярмарка Эльзаса состоится с 26 июня по 4 августа. 28 июля ожидается выступление рэпера Сопрано, 29 июля — Эроса Рамаццотти, 1 августа — Стинга, 4 августа — Патрика Брюэля.